# Styx II
| Recensione                        | Giudizio    |
| --------------------------------- | ----------- |
| AllMusic                          | [ 2 ]       |
| The New Rolling Stone Album Guide | [ 3 ]       |
| Sputnikmusic                      | 3.3 (Great) |
| Dizionario del Pop-Rock           | [ 5 ]       |

Styx II è il secondo album del gruppo musicale Styx, pubblicato nel maggio del 1973 per l'etichetta discografica Wooden Nickel Records.
L'album raggiunse la ventesima posizione (l'8 marzo 1975) della classifica statunitense Billboard 200.
I brani presenti nell'album e pubblicati come singoli: You Need Love e Lady, si classificarono rispettivamente all'ottantottesimo ed al sesto posto della classifica Billboard Hot 100.

## Tracce
Lato A
1. You Need Love – 3:47 (Dennis DeYoung)
2. Lady – 2:58 (Dennis DeYoung)
3. A Day – 8:24 (John Curulewski)
4. You Better Ask – 3:55 (John Curulewski)

Lato B
1. Little Fugue in "G" – 1:19 (J.S. Bach)
2. Father O.S.A. – 7:10 (Dennis DeYoung)
3. Earl of Roseland – 4:41 (Dennis DeYoung)
4. I'm Gonna Make You Feel It – 2:23 (Dennis DeYoung)

## Formazione
- Dennis DeYoung - organo, pipe organ, sintetizzatore arp, voce
- James Young - chitarra, voce
- John Curulewski - chitarra, sintetizzatore arp, autoharp, voce
- Chuck Panozzo - basso
- John Panozzo - batteria, percussioni, voce

Note aggiuntive
- John Ryan - produttore
- Bill Traut - produttore esecutivo
- Registrazioni effettuate al Paragon Recording Studios di Chicago, Illinois (Stati Uniti)
- Barry Mraz - ingegnere delle registrazioni
- Murray Laden - fotografia copertina frontale album
- Bob Miles - dipinto e design retrocopertina album
- Ringraziamento alla Cattedrale di St. James di Chicago (per l'uso dell'organo a canne)[11]